# Brachyanax leucostigma
Brachyanax leucostigma är en tvåvingeart som först beskrevs av Wulp 1898.  Brachyanax leucostigma ingår i släktet Brachyanax och familjen svävflugor. Inga underarter finns listade i Catalogue of Life.